# Leiomela ecuadorensis
Leiomela ecuadorensis là một loài rêu trong họ Bartramiaceae. Loài này được H. Rob. mô tả khoa học đầu tiên năm 1977.